# Tasha Steelz
Latasha Harris (nacida el 3 de abril de 1988) es una luchadora profesional estadounidense, más conocida bajo el nombre de Tasha Steelz quien compite en Total Nonstop Action Wrestling y el circuito independiente. También es conocida por su tiempo en National Wrestling Alliance (NWA) y Ring of Honor (ROH).

## Carrera

### Ring of Honor (2017-2020)
Steelz hizo su debut en Ring of Honor (ROH) el 1 de abril de 2017, en la presentación previa de Supercard of Honor XI, donde derrotó a Brandi Lauren.  El 15 de septiembre de 2018, el episodio de ROH TV Steelz desafió sin éxito a la Campeona Femenina de Honor Sumie Sakai en un Proving Ground Match no titular. El 12 de julio de 2019, después de derrotar a Angelina Love, Jenny Rose y Stella Gray, Steelz se convirtió en la contendiente número 1 para el Campeonato Mundial Femenil de Honor, que luego fue celebrada por Kelly Klein. Steelz se enfrentó a Klein por el título el 9 de agosto de 2019 en Summer Supercard, donde Klein retuvo el título. Steelz fue contratado para participar en el torneo Quest for Gold para el nuevo Campeonato Mundial Femenino de ROH, que se suponía que tendría lugar el 24 de abril de 2020. Sin embargo, el espectáculo fue cancelado debido a la pandemia de COVID-19.  Steelz luego firmaría con Impact Wrestling.

### National Wrestling Alliance (2019-2020)
Steelz hizo su debut en la National Wrestling Alliance (NWA) el 14 de diciembre de 2019, en Into the Fire, donde desafió sin éxito a Thunder Rosa. Después de tener un par de combates contra Marti Belle y Melina, Steelz hizo su última aparición televisada en el episodio del 12 de mayo de 2020 de NWA Power, donde derrotó a Ashley Vox y Belle.

### Impact Wrestling  (2019, 2020-presente)
Steelz hizo su debut en Impact Wrestling el 17 de mayo de 2019 en el episodio de Impact!, donde compitió en una batalla real de Knockouts, que fue ganada por Glenn Gilbertti.
Steelz regresó a Impact Wretling el 12 de mayo de 2020 en el episodio en donde ella desafió sin éxito a Kylie Rae.  El 13 de mayo, Impact Wrestling anunció que Steelz había firmado con la compañía. Con la llegada de Steelz a Impact Wrestling, rápidamente formó una alianza con Kiera Hogan, estableciéndose como heel de la división Knockouts. El 2 de junio en Impact! Steelz ganó su primer combate en Impact, cuando se unió a Hogan donde derrotaron al equipo de Rae y Susie.
En el Impact! del 13 de octubre, junto a Kiera Hogan se enfrentaron a Havok & Nevaeh y a Taya Valkyrie & Rosemary en una Triple Threat Tag Team Match, sin embargo perdieron.
En Hard To Kill, derrotó a  Lady Frost, Alisha (quien estaba reemplazando a Rachael Ellering), Chelsea Green, Jordynne Grace y a Rosemary en la primera Knockouts Ultimate X Match  y ganó una oportunidad por el Campeonato de Knockouts de Impact. En No Surrender, se enfrentó a Mickie James por el Campeonato de Knockouts de Impact, sin embargo perdió. Sacrifice, derrotó a Mickie James ganando el Campeonato Mundial Knockouts de Impact por primera vez.

## Campeonatos y logros
- Battle Club Pro
  - BCP ICONS Championship (2 veces, actual)[20]

- Chaotic Wrestling
  - Chaotic Wrestling Women's Championship (2 veces)

- Impact Wrestling
  - Impact Knockouts Tag Team Championship (2 veces) - con Kiera Hogan
  - Impact Knockouts World Championship (1 vez)

- Independent Wrestling Federation
  - IWF Women's Championship (1 vez)

- Pro Wrestling Illustrated
  - Situada en el Nº11 en el PWI Female 150 en 2022.[21]